# Ilja Konstantinowitsch Schiguljow
Ilja Konstantinowitsch Schiguljow (russisch Илья Константинович Жигулёв; * 1. Februar 1996 in Tschernomorski) ist ein russischer Fußballspieler.

## Karriere

### Verein
Schiguljow begann seine Karriere beim FK Krasnodar. Zur Saison 2013/14 rückte er in den Kader der zweiten Mannschaft Krasnodars. Für diese kam er in seiner ersten Saison zu zwölf Einsätzen in der Perwenstwo PFL. In der Saison 2014/15 absolvierte er 20 Drittligapartien, in der Saison 2015/16 24. Zur Saison 2016/17 wurde der Mittelfeldspieler nach Moldawien an den FC Milsami verliehen. Für Milsami kam er zu zwölf Einsätzen in der Divizia Națională, in denen er drei Tore erzielte.
Im Januar 2017 wurde die Leihe vorzeitig beendet und Schiguljow kehrte nach Krasnodar zurück, wo er künftig für die Profis spielte. Sein Debüt in der Premjer-Liga folgte dann im März 2017 gegen Spartak Moskau. Bis zum Ende der Spielzeit absolvierte er sieben Partien im Oberhaus, zudem spielte er zweimal für die Reserve in der PFL. In der Saison 2017/18 kam er bis zur Winterpause zu acht Einsätzen in der Premjer-Liga, ehe er im Februar 2018 innerhalb der Liga an den FK Tosno verliehen wurde. Für Tosno absolvierte er bis Saisonende alle zehn Partien, mit dem Team stieg er allerdings aus der höchsten Spielklasse ab.
Zur Saison 2018/19 kehrte er wieder nach Krasnodar zurück, wo er zweimal für die Profis sowie einmal für die inzwischen in die Perwenstwo FNL aufgestiegene Reserve spielte, ehe er im August 2018 ein drittes Mal verliehen wurde, diesmal an den Ligakonkurrenten Ural Jekaterinburg. In Jekaterinburg konnte er sich aber nicht durchsetzen und kam bis zum Ende der Spielzeit nur fünfmal in der Premjer-Liga zum Zug. Zur Saison 2019/20 kehrte Schiguljow abermals nach Krasnodar zurück. Dort kam er in Folge aber nur noch für die Reserve zum Einsatz, für die er bis zum COVID-bedingten Saisonabbruch 24 Zweitligaspiele machte. Nach einem weiteren Einsatz für Krasnodar-2 zu Beginn der Saison 2020/21 wurde er im August 2020 ein viertes Mal verliehen, nun an Rotor Wolgograd innerhalb der Premjer-Liga. Für Rotor spielte er 26 Mal im Oberhaus, aus dem das Team aber zu Saisonende abstieg.
Zur Saison 2021/22 kehrte Schiguljow erneut nach Krasnodar zurück und absolvierte dort drei Zweitligapartien für Krasnodar-2. Im August 2021 verließ er den Verein dann endgültig und wechselte nach Polen zu Zagłębie Lubin. Nach 13 Einsätzen in der Ekstraklasa wurde sein Vertrag in Lubin aber bereits im April 2022 wieder aufgelöst. Nach mehreren Monaten ohne Klub kehrte der Mittelfeldspieler im September 2022 nach Russland zurück und schloss sich dem FK Nischni Nowgorod an.

### Nationalmannschaft
Schiguljow spielte zwischen März 2017 und Oktober 2018 17 Mal für die russische U-21-Auswahl und war Kapitän des Teams.